# 211
211是210與212之間的自然數。

## 数学性质
- 第47個質數。前一個為199、下一個為223。
  - 第14個幸运素数
  - 第6個素数阶乘素数
  - 高斯質數之一。
- 第25個十进制的自我數。前一個為209、下一個為222。
- 第98個十进制的等數位數。前一個為205、下一個為213。
- 五角星數
- 七角星數
- 中心十邊形數
- 中心十四邊形數

## 其他領域
- 韓國大宇BC211MA型巴士底盤(主要出口往台灣)
- 211工程，是指1990年代起，中华人民共和国政府針對中國高等教育發展所策劃、實行的一項戰略性政策。
- 九龍巴士211線